# Idiel (stacja kolejowa)
Idiel (ros. Идель, krl. Idel’) – stacja kolejowa w miejscowości Idiel, w rejonie siegieżskim, w Karelii, w Rosji. Położona jest na linii Wołchow - Murmańsk.